# Kerstin Köppen
Kerstin Köppen (Rathenow, 24 november 1967) is een Duits voormalig roeister. Köppen maakte haar debuut tijdens de wereldkampioenschappen roeien 1990 met de wereldtitel in de dubbel-vier. Een jaar later prolongeerde Köppen de wereldtitel in de dubbel-vier. Bij Köppen haar olympische debuut met de gouden medaille in de dubbel-twee samen met Kathrin Boron in Barcelona. Köppen won drie op een volgende wereldtitels in de dubbel-vier tijdens de wereldkampioenschappen roeien 1994, 1995 en 1997. Tijdens de Olympische Zomerspelen 1996 werd Köppen olympisch kampioen in de dubbel-vier. Köppen beëindigde in 1998 haar carrière.

## Resultaten
- Wereldkampioenschappen roeien 1990 in Barrington  in de dubbel-vier
- Wereldkampioenschappen roeien 1991 in Wenen  in de dubbel-vier
- Olympische Zomerspelen 1992 in Barcelona  in de dubbel-twee
- Wereldkampioenschappen roeien 1993 in Račice  in de dubbel-twee
- Wereldkampioenschappen roeien 1994 in Indianapolis  in de dubbel-vier
- Wereldkampioenschappen roeien 1995 in Tampere  in de dubbel-vier
- Olympische Zomerspelen 1996 in Atlanta  in de dubbel-vier
- Wereldkampioenschappen roeien 1997 in Aiguebelette-le-Lac  in de dubbel-vier

1976: Svetla Otsetova & Zdravka Jordanova ·
1980: Jelena Chloptseva & Larissa Popova ·
1984: Marioara Popescu & Elisabeta Oleniuc ·
1988: Birgit Peter & Martina Schröter ·
1992: Kerstin Köppen & Kathrin Boron ·
1996: Marnie McBean & Kathleen Heddle ·
2000: Jana Thieme & Kathrin Boron ·
2004: Georgina Evers-Swindell & Caroline Evers-Swindell ·
2008: Georgina Evers-Swindell & Caroline Evers-Swindell ·
2012: Katherine Grainger & Anna Watkins   ·
2016: Magdalena Fularczyk-Kozłowska & Natalia Madaj ·
2020: Nicoleta-Ancuța Bodnar & Simona Radiș ·
2024: Brooke Francis & Lucy Spoors
1988: Kerstin Förster & Kristina Mundt & Beate Schramm & Jana Sorgers ·
1992: Sybille Schmidt  &  Birgit Peter  & Kerstin Müller & Kristina Mundt·
1996: Katrin Rutschow & Jana Sorgers & Kerstin Köppen & Kathrin Boron·
2000: Manja Kowalski & Meike Evers & Manuela Lutze  & Kerstin Kowalski ·
2004: Kathrin Boron & Meike Evers & Manuela Lutze & Kerstin Kowalski ·
2008: Tang Bin & Xi Aihua & Jin Ziwei & Zhang Yangyang ·
2012: Kateryna Tarasenko & Natalija Dovhodko & Anastasija Kozjenkova & Jana Dementjeva·
2016: Annekatrin Thiele, Carina Bär, Julia Lier, Lisa Schmidla ·
2020: Chen Yunxia & Zhang Ling & Lü Yang & Cui Xiaotong ·
2024: Lauren Henry & Hannah Scott & Lola Anderson & Georgina Brayshaw